# 1812 (film)
1812 (russisk: 1812 год, da.: År 1812) er en russisk stumfilm fra 1912 af instrueret af Vasilij Gontjarov, Kaj Hansen og Aleksandr Uralskij. Filmen blev produceret af det russiske filmselskab JSC Khanzhonkov & Co i samarbejde med det franske filmselskab Pathé Frères' Moskva-afdeling og anses som en af verdens første internationale filmproduktioner.
Filmen, der blev udgivet i 100. året for Napoleons invasion af Rusland, skildrer invasionens forløb.
Filmen havde premiere i Moskva den 25. august 1912. Filmen opnåede stor publikuminteresse og er i værket Historical Dictionary of Russian and Soviet Cinema beskrevet som en blockbuster.

## Handling
Filmen viser  Napoleons felttog i Rusland i fire dele. I filmen ses bl.a.  de historiske personer: Napoleon, Kutuzov og Fjodor Rostoptjin.

## Medvirkende
- Vasilij Gontjarov
- Aleksandra Gontjarova
- Andrej Gromov
- Pavel Knorr som Napoleon
- V. Serjozjinikov